# Lucas Faydherbe

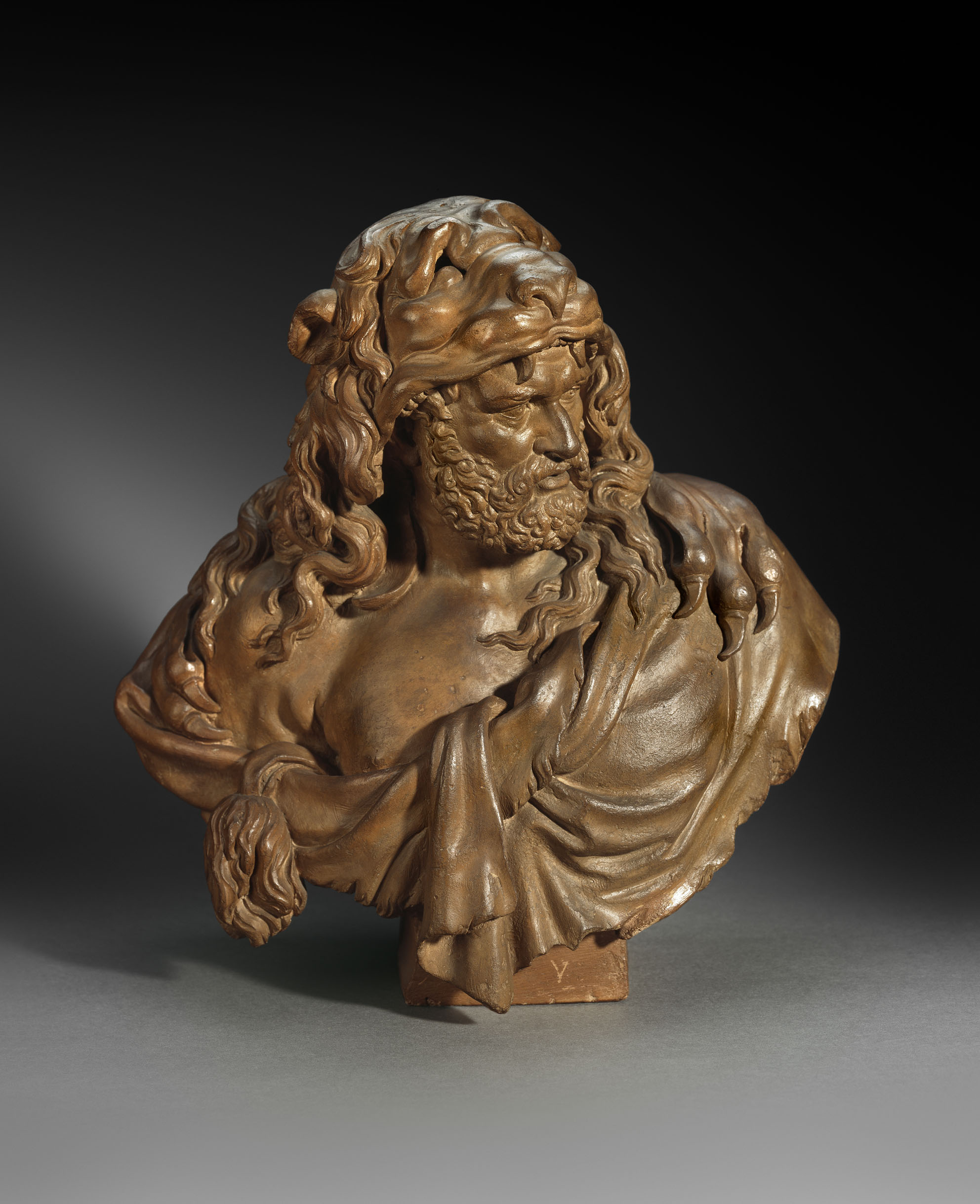
Buste van Hercules in het Rubenshuis

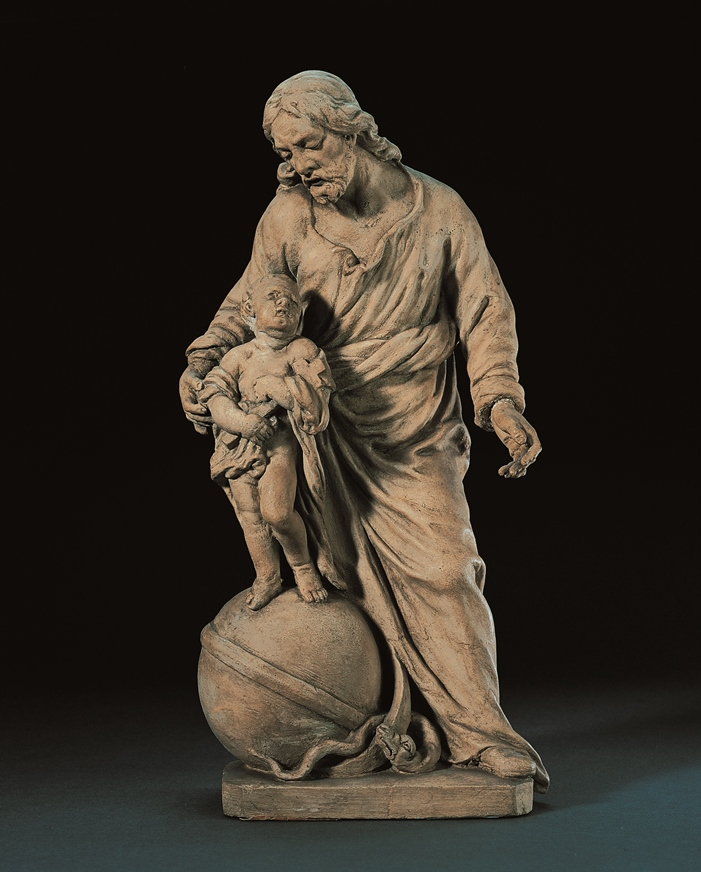
Voorontwerp voor het pijlerbeeld van Sint-Jozef met Christuskind op de wereldbol, in het KMSKA

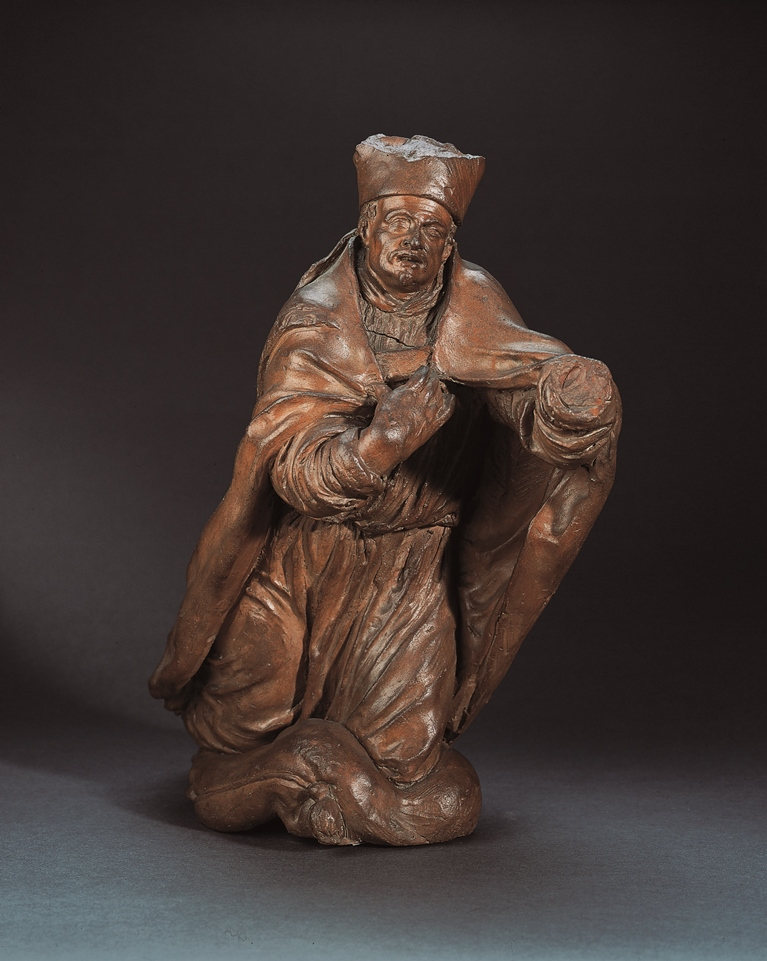
Voorontwerp voor het beeld van aartsbisschop Andreas Cruesen van diens grafmonument in de Sint-Romboutskathedraal in het KMSKA

Lucas Faydherbe (Mechelen, 19 januari 1617 - aldaar, 31 december 1697), was een beeldhouwer en architect, die vooral werkzaam was in Mechelen, waar hij veel invloed heeft gehad. Hij was de leermeester van Jan van Delen die met zijn dochter trouwde.

## Biografie
Lucas Faydherbe was de zoon van beeldhouwer Hendrik Faydherbe. Hij maakte kennis met het beeldhouwen in het atelier van zijn vader, die stierf toen Lucas twaalf jaar was. Zijn moeder hertrouwde met een andere beeldhouwer, Maximiliaan Labbé, van wie hij nog meer leerde. Zijn echte opleiding kreeg hij echter bij Rubens, toen hij op negentienjarige leeftijd zijn geboortestad verliet om in Antwerpen te werken in het atelier van Rubens. Het feit dat hij deze kans kreeg is uitzonderlijk, want Rubens was in die tijd heel populair als leermeester. Waarschijnlijk komt het door de relaties die zijn vader had opgebouwd in Antwerpen.
Omdat zijn verloofde, Maria Sneyers, drie jaar later onverwacht zwanger werd, moest hij noodgedwongen het atelier verlaten om zijn gezin te kunnen onderhouden. Hoewel hij zijn opleiding dus niet voltooid had, kreeg hij van Rubens toch een getuigschrift. Dit getuigschrift, samen met de steun die hij van Rubens kreeg, zorgden ervoor dat het Mechelse stadsbestuur hem veel vrijheden gaf, waaronder een vrijstelling van de militaire plicht en van personenbelasting. Ze kregen in totaal twaalf kinderen.
In 1658 was Lucas van plan om zich in Brussel te vestigen, enerzijds omdat hij niet akkoord ging met het plaatselijke gildesysteem, en anderzijds omdat hij weinig opdrachten kreeg. Deze verhuis ging uiteindelijk toch niet door, omdat hij de privileges waar hij in Mechelen van genoot, niet kon verkrijgen in Brussel. Toen hij definitief beslist had om in Mechelen te blijven, kreeg hij meer opdrachten. Hij mocht onder andere het grafmonument van de vijfde aartsbisschop van Mechelen ontwerpen. Hij was niet alleen werkzaam in Mechelen, als altarenbouwer werd hij ook gevraagd voor de hoofdkerken van Beveren-Waas en Sint-Niklaas.
Zijn voornaamste werken als architect zijn de kerken van Leliëndaal en Hanswijk. Ondertussen bleef hij op slechte voet staan met de Sint-Lucasgilde. Hij was een sterke voorstander van het oprichten van een kunstacademie, om iedereen de kans te geven om het ambacht te leren. Er waren concrete plannen, waar hij en zijn zoon, Jan-Lucas, veel inspraak in hadden. Deze plannen werden echter nooit uitgevoerd. Pas in de 18e eeuw werd de eerste kunstacademie in Mechelen opgericht.
In 1693 stierf zijn vrouw. Vanaf dan ging het slecht met de gezondheid van Lucas Faydherbe. Vier jaar later, in 1697, overleed hij op 80-jarige leeftijd.

## Stijl
In de loop van de 17e eeuw, de periode van Lucas Faydherbe zijn leven, onderging de Vlaamse beeldhouwkunst een geleidelijke transformatie. Ze evolueerde van het maniërisme naar een barokke expressiviteit. Aan de oorsprong hiervan lagen belangrijke kunstenaars zoals Rubens en Van Dijck.
Naar aanleiding van het Concilie van Trente onderging de beeldhouwkunst, en vooral de kerkelijke sculptuur, belangrijke wijzigingen.
Ten eerste veranderde er veel op het gebied van de altaarbouw. Het traditionele altaar werd vervangen door een monumentaal portiekaltaar. Eerst was dit nog eenvoudig, maar het werd steeds complexer en rijker aan decoratie. Net bij deze ontwikkeling heeft Lucas een belangrijke bijdrage geleverd.
Ten tweede ontstonden ook nieuwe kerkmeubels, zoals de communiebank. Deze meubels, werden geleidelijk aan, net als de altaren, theatraler en dramatischer. Ook de bestaande meubels en grafmonumenten ontwikkelden zich op deze manier. Dit kan je duidelijk terugvinden bij Lucas Faydherbe.

## Als beeldhouwer
Nadat Lucas in het atelier van Rubens zijn opleiding gekregen had, werd hij een zelfstandig beeldhouwer. Hij kreeg enorm veel steun van Rubens, door zijn technische vaardigheid, maar ook door de vriendschap tussen Rubens en Faydherbe en zijn familie.
De beeldhouwkunst van Lucas is gebaseerd op de schilderkunst. Vooral bij zijn eerste werken zette hij bestaande schilderijen om in ivoor, marmer of terracotta. Hij imiteerde ze niet zomaar, maar had het talent om ze te verbeteren. Door zijn durfkracht en sterke visie heeft hij een heel verdienstelijk oeuvre gemaakt.

### Monumentaal beeldhouwwerk
De stijl in de eerste fase van zijn werken is gebaseerd op het ideaal van zijn meester, maar krijgt toch een persoonlijke interpretatie. Zijn eerste werken maakt hij dan ook door het toedoen of onder het toezicht van Rubens. De eerste bekende opdracht die hij in 1638 als leerling uitvoerde, waren twee engelen voor een altaar van de kapel van het Sint-Pietershospitaal in Brussel. Hij maakte de Mater Dolorosa in de grafkapel van Rubens in de Sint-Jacobskerk in Antwerpen. Het feit dat hij dit mocht ontwerpen toont de intieme relatie tussen de twee. Het werk van Rubens had zelfs een rechtstreekse invloed op Lucas. In sommige van zijn opdrachten imiteert hij letterlijk diens werk. Zijn eerste zelfstandige werk is waarschijnlijk het beeld van de Heilige Andreas.
Een tweede periode, van 1645 tot 1655, is eigenlijk een overgangsfase naar zijn eigen individuele stijl. Stilaan begint hij meer verfijnd te werken, zijn beelden hebben een sterk decoratief karakter met veel details. Binnen deze stijlfase realiseerde hij het hoogaltaar van de Onze-Lieve-Vrouw-Hemelvaartskerk in Watervliet.
Het hoogtepunt van zijn carrière bevindt zich in de periode 1656 – 1674, waarin hij van overal opdrachten kreeg. Een eerste werk is het schitterende grafmonument van Andreas Cruesen. De monumentaliteit van zijn vroegere werken is omgezet in kracht en verfijning. De figuren zijn anatomisch correcter en de detailuitwerking van het gelaat is heel ver gevorderd. Hij gaat bovendien steeds verder in de weergave van de verschillende materialen.
Als beeldhouwer had hij in Mechelen zo goed als een monopolie. Hij had nauwelijks concurrentie, waardoor in ongeveer alle Mechelse kerken werken van hem te vinden zijn.

### Terracotta’s
Een ander belangrijk aspect van zijn beeldhouwwerk zijn vijftien terracottabustes die hij gemaakt heeft. Het waren tien bustes met als onderwerp figuren uit de Griekse mythologie, en vijf portretbustes. Het centrale thema bij de eerste soort zijn Hercules en Omphale, die herhaaldelijk in zijn werk terugkomen. De bustes zijn niet allemaal bewaard gebleven, sommige worden enkel vermeld in een literair werk. De belangrijkste kenmerken zijn de minutieuze afwerking en detaillering. In zijn latere werken valt het wel op dat het gelaat minder verfijnd is. Dit komt vermoedelijk door een vorm van ‘serieproductie’, waarbij het mogelijk is dat hij hulp inriep van een medewerker. Hierdoor kunnen de afwijkingen in de details verklaard worden.
Van de portretbustes zijn er minder overgebleven. Het mooiste voorbeeld is de Buste van Gaspar de Crayer, te zien in het Rijksmuseum in Amsterdam.

### Ivoren
Over de ivoren van Lucas Faydherbe is er heel wat geschreven. Er worden heel wat ivoren aan hem toegeschreven, maar als men het kritisch bekijkt, zijn er veel minder die waarschijnlijk echt van zijn hand zijn. Een voorbeeld van een ivoren reliëf is de Kinderdans, dat sterke gelijkenissen met schilderijen van Rubens vertoont. Naast dit reliëf zijn er ook een aantal mooie rondsculptuurtjes bewaard gebleven, zoals Leda en de zwaan. 

## Als architect
Lucas Faydherbe als architect beoordelen is redelijk moeilijk. Hij begon pas op latere leeftijd te werken als bouwmeester en had hiervoor nooit een opleiding gehad. De meeste verwezenlijkingen dateren van na 1660, maar tonen geen evolutie of verbetering.
Hij bouwde echter wel een jarenlange praktische ervaring op, op verschillende bouwwerven waar hij werkte als beeldhouwer. Dit was ook het geval in de Begijnhofkerk te Mechelen, waarvan hij dikwijls ten onrechte vermeld wordt als architect. Hij ontwierp hiervoor alleen maar het fronton.
In de architectuur van Faydherbe is er, net als in zijn beeldhouwkunst, een groot assimilatievermogen van de gangbare barok. Dit contrasteert heel fel met een vernieuwend concept dat neigt naar het ‘classicisme’ dat in de volgende eeuw terug naar voren zou komen.

### Kerkgebouwen
De twee voornaamste Mechelse werken uit zijn carrière zijn de kerken van Leliëndaal en Hanswijk. Voor de eerste nam Faydherbe de opdracht aan in 1662. Het was de allereerste grootschalige opdracht die hij individueel moest volbrengen. De opbouw verliep niet van een leien dakje en hij kreeg meermaals problemen doordat er te traag gewerkt werd. Het eindresultaat is uiteindelijk ook niet echt spraakmakend.
De kerk van Hanswijk is belangrijk omwille van een vernieuwing die Faydherbe invoerde. Hij is de eerste Vlaamse architect die het basilicale plan verwerpt en een nieuw concept ontwikkelt, namelijk de overkoepelende centraalbouw. Hij probeerde hiermee een versmelting tot stand te brengen tussen de langsbouw en de centraalbouw met als centrale punt een koepel. De plannen voor deze kerk vertoonden echter veel misrekeningen; zo was het gewicht van de koepel veel te groot voor de gebruikte pijlers. De oorspronkelijke plannen moesten door deze fouten meermaals aangepast worden, waardoor de proporties in de kerk niet kloppen.
Ook in Brussel bouwde hij twee bijzondere kerken: de Onze-Lieve-Vrouw-ter-Rijke-Klarenkerk met haar centraal plan en de Sint-Jan Baptist ten Begijnhofkerk met haar uitbundige gevel.
Door zijn durf en drang tot vernieuwing zijn de kerken van Faydherbe belangwekkende constructies.

### Altaren
Onder invloed van het Concilie van Trente transformeerden de altaren in indrukwekkende bouwwerken. Ze werden rijkelijk versierd en waren in dit opzicht reusachtige kunstwerken. De rol van architect en beeldhouwer versmolt tot één discipline.
Faydherbe bouwde tijdens zijn loopbaan veel altaren. Wat hem van zijn tijdgenoten onderscheidt is dat het ornament steeds ondergeschikt blijft aan de architecturale constructie. Hij vormt een belangrijke schakel in de volle ontwikkeling van het barokaltaar.
De voornaamste altaren uit zijn oeuvre zijn het hoofdaltaar van Watervliet en het hoofdaltaar in de kloosterkerk Onze-Lieve-Vrouw van Leliëndaal.

### Gezinswoningen
Faydherbe wordt gezien als een heel verdienstelijke huizenbouwer. Het geveltype dat de tweede helft van de 17e eeuw Mechelen domineerde werd sterk beïnvloed door zijn werk. Het huis St-Jozef in Mechelen is hiervan een voorbeeld dat tot op de dag van vandaag nog te zien is.

## Galerij

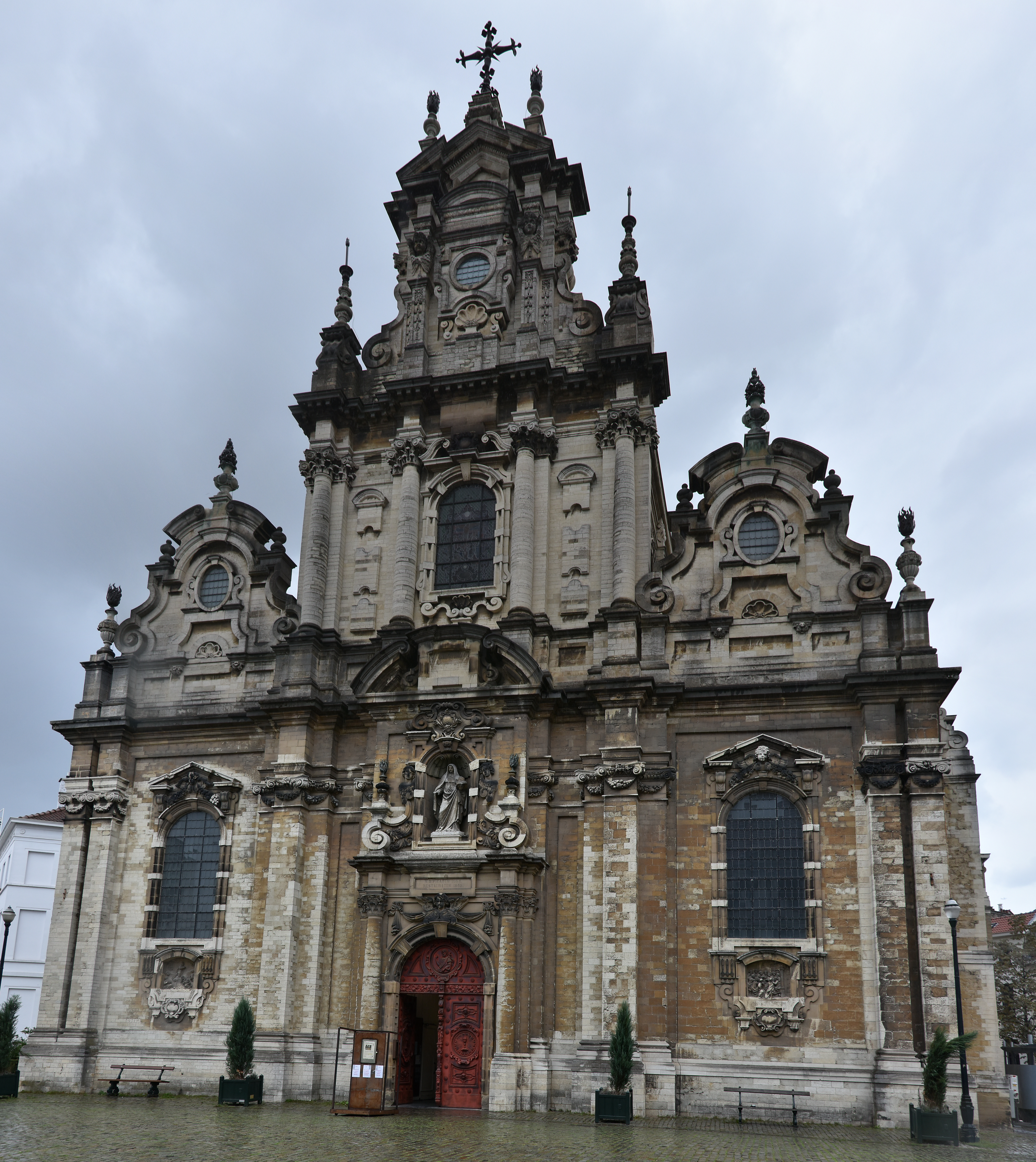
Sint-Jan Baptist ten Begijnhofkerk, Brussel
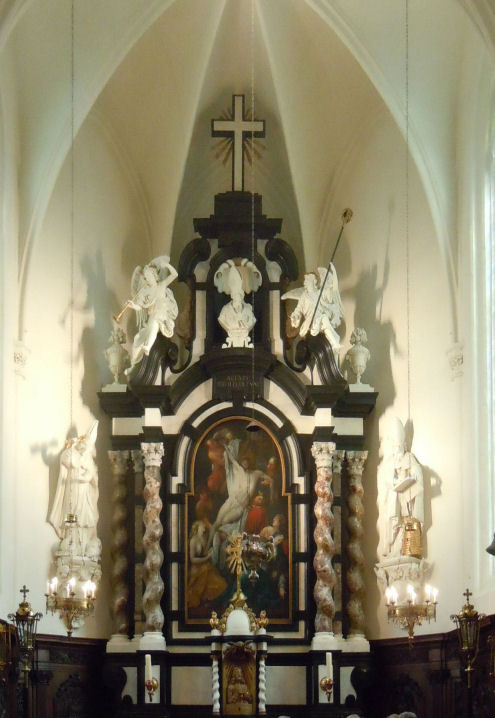
Hoogaltaar, Sint Martinuskerk, Beveren-Waas
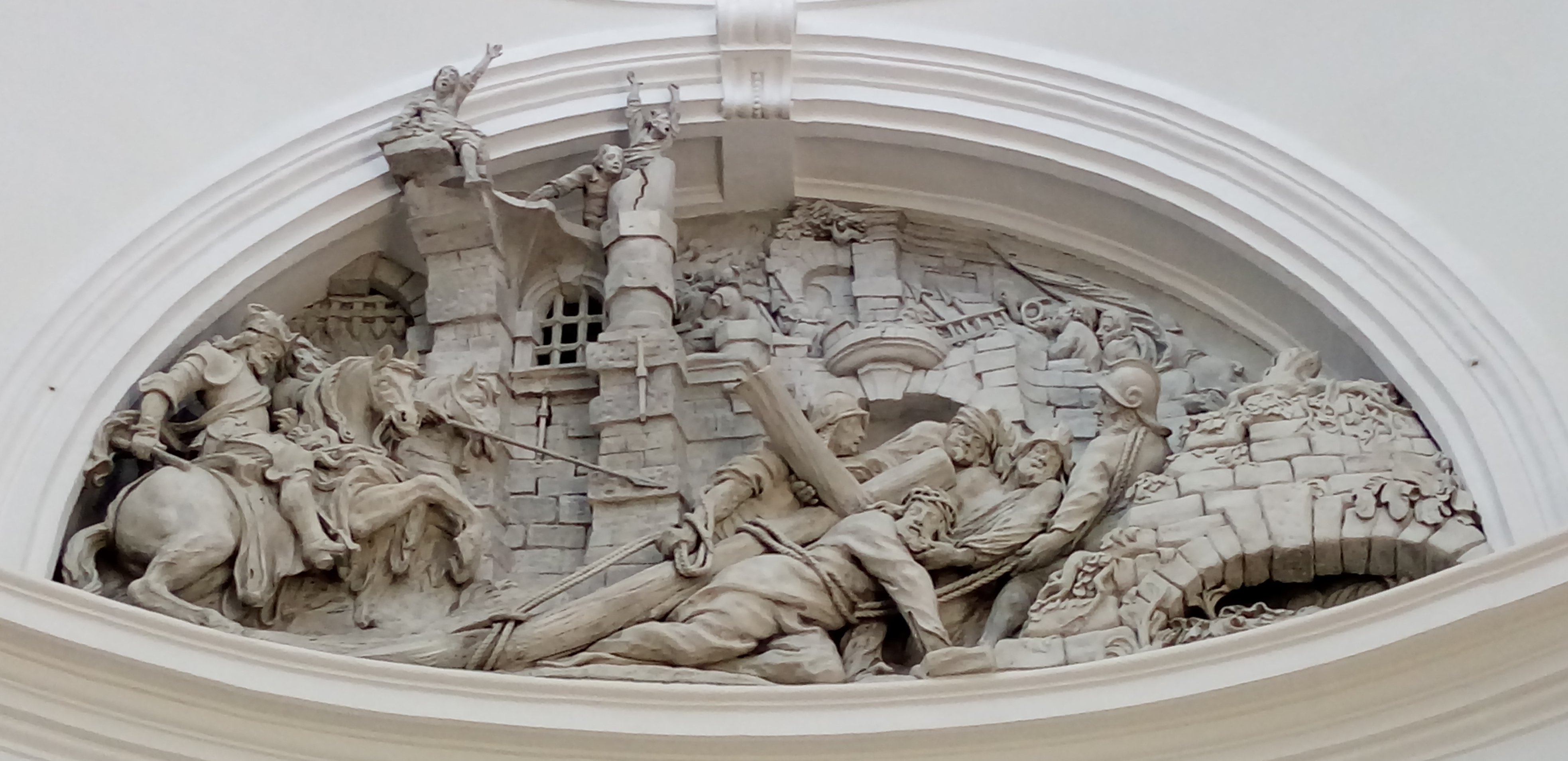
Koepel; Onze-Lieve-Vrouw van Hanswijk te Mechelen
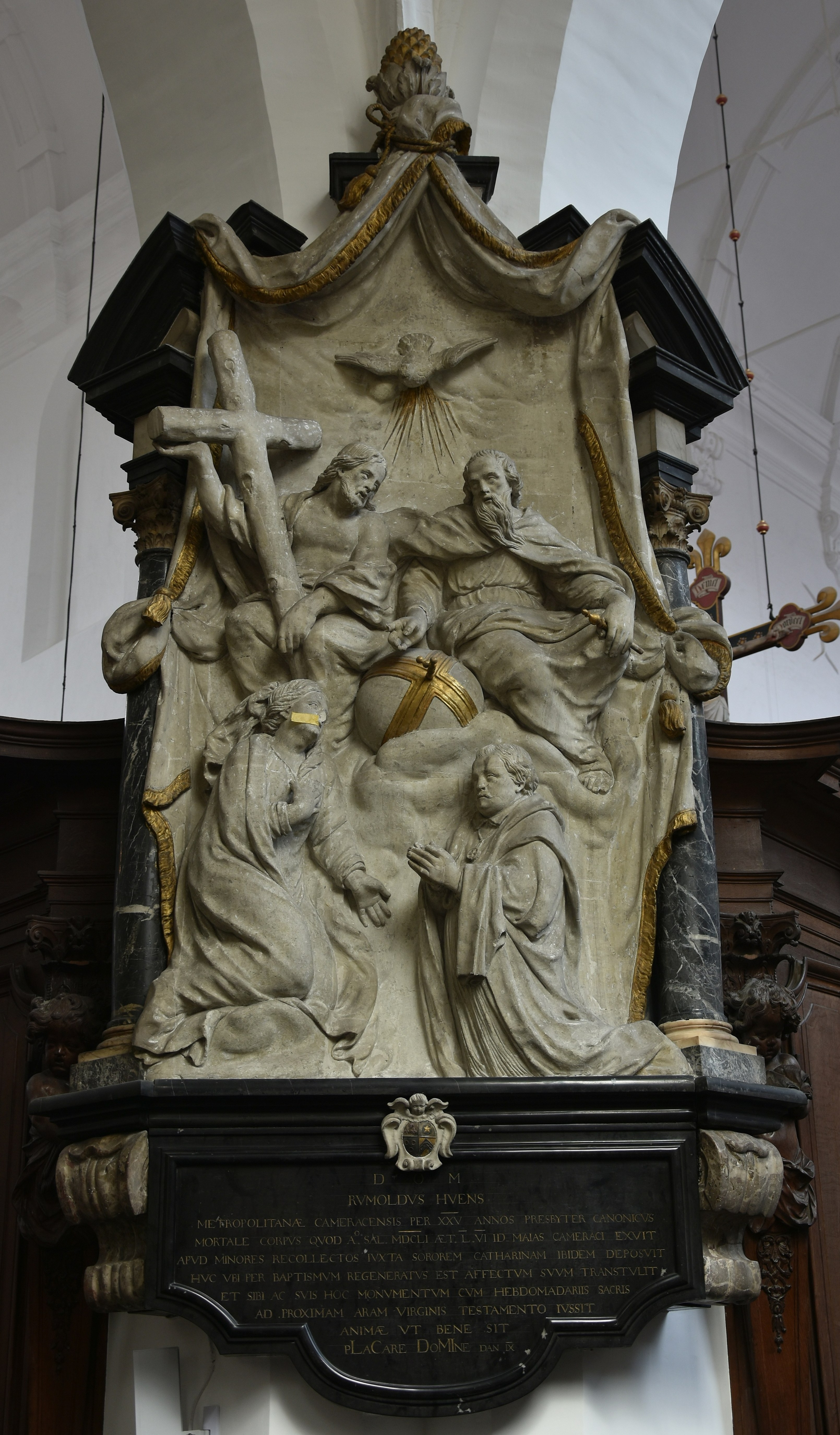
Grafreliëf van kanunnik Huens van Kamerijk in de Sint-Janskerk (Mechelen)
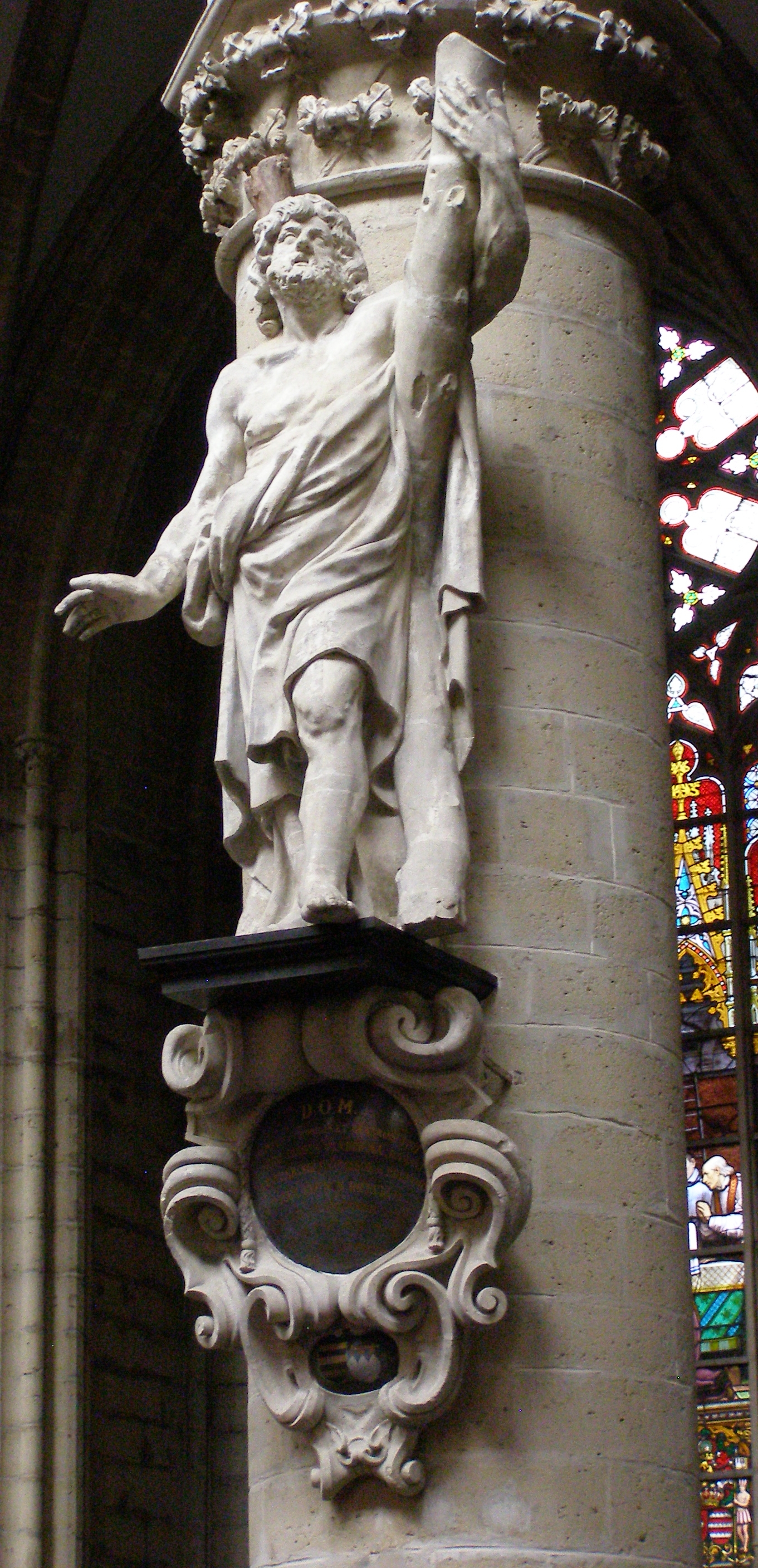
Kathedraal Brussel
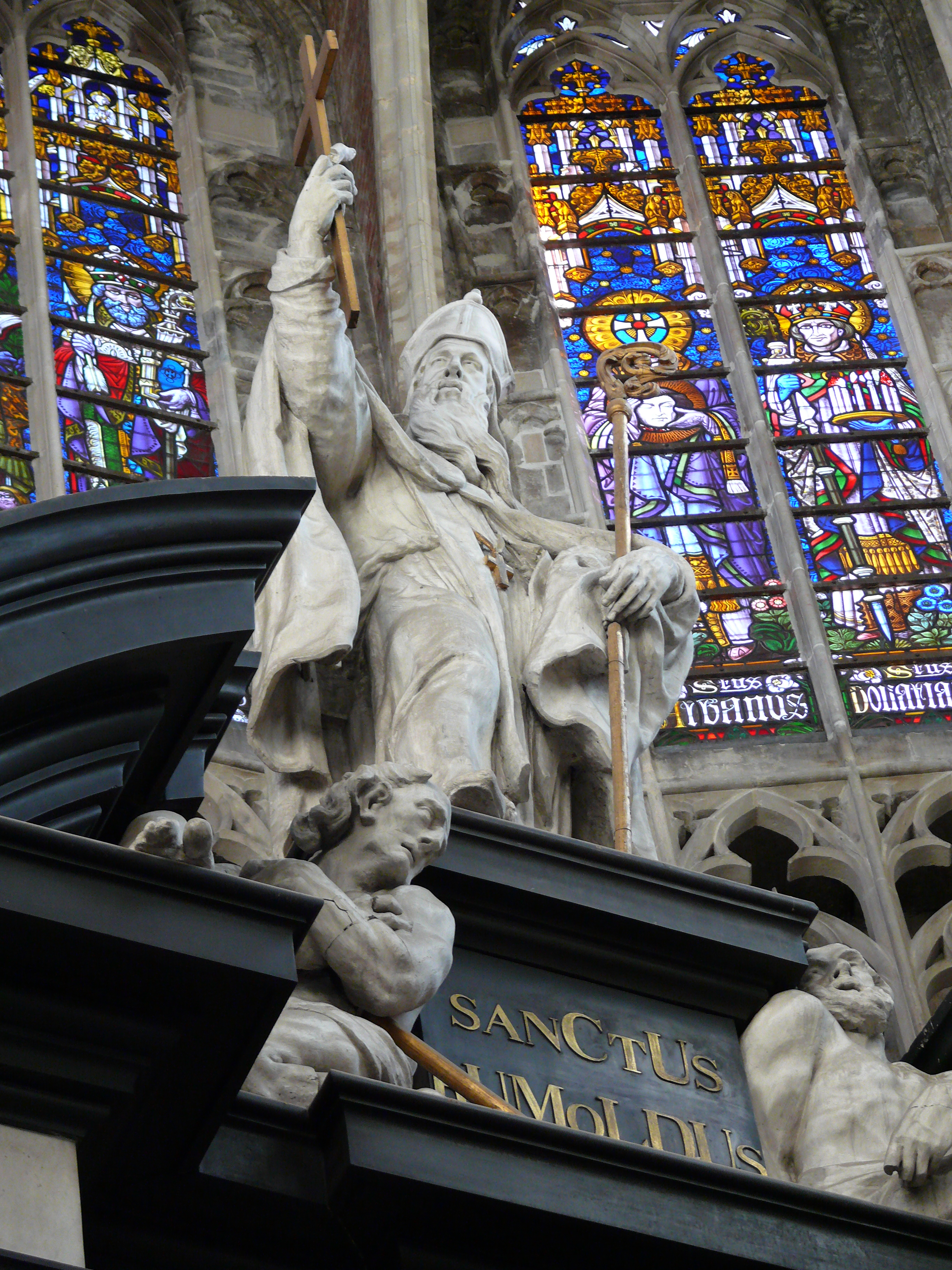
Sint-Rombout, door Lucas Faydherbe in de Sint-Romboutskathedraal
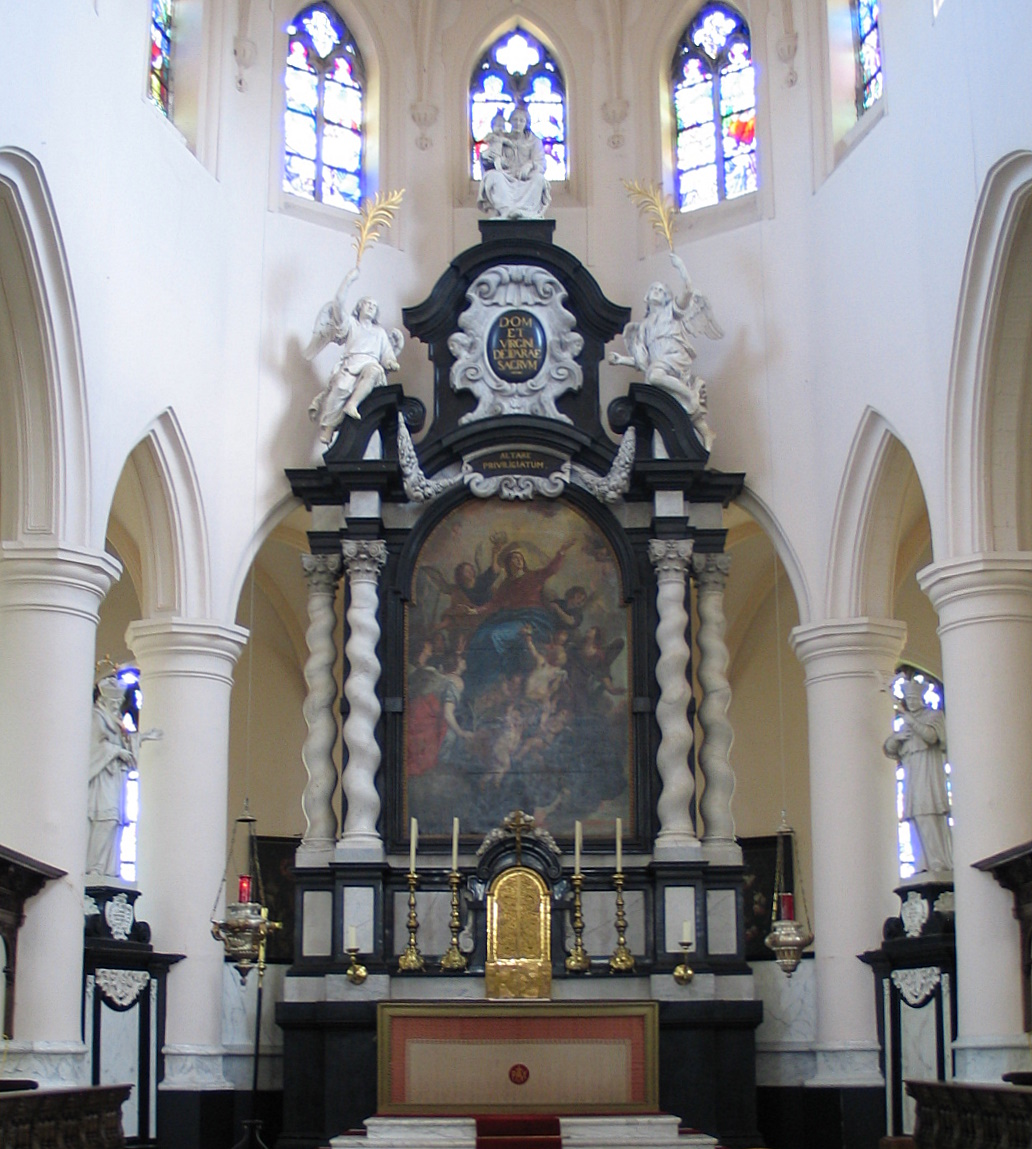
Het altaar van de Onze-Lieve-Vrouw-Hemelvaartkerk te Watervliet
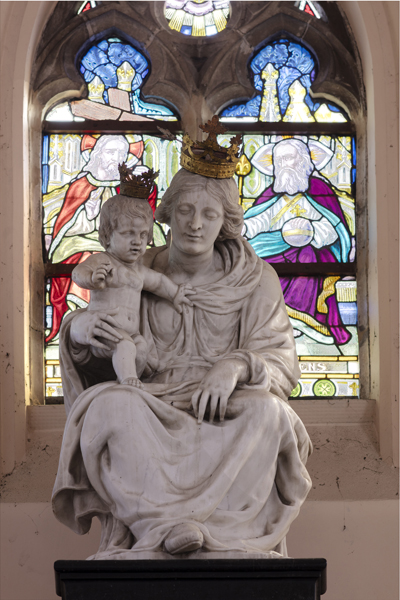
Madonna met kind in de Onze-Lieve-Vrouw-Hemelvaartkerk te Watervliet
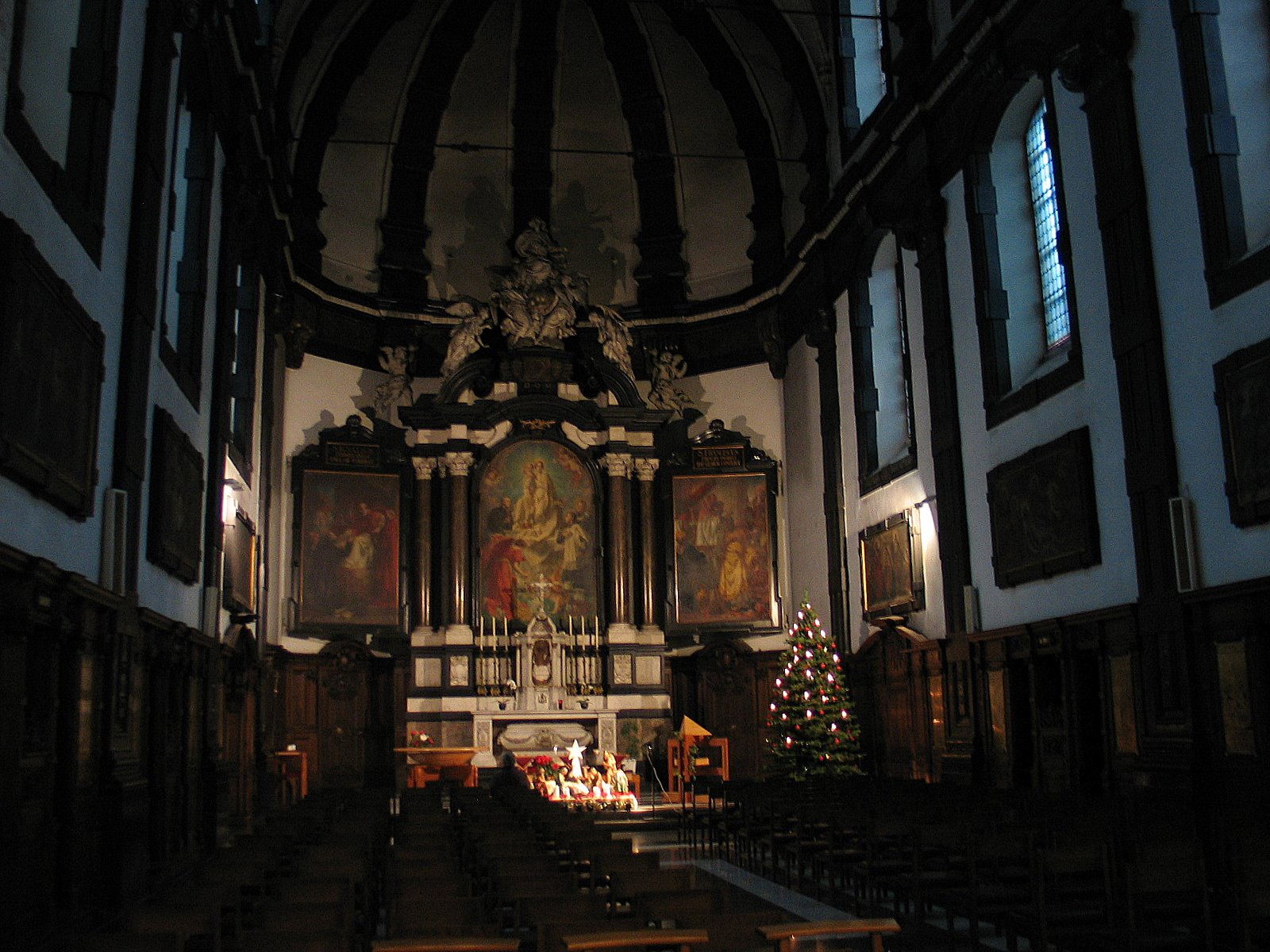
Het interieur van Onze-Lieve-Vrouw van Leliëndaal te Mechelen

## Musea met werken van Faydherbe
- Museum Hof van Busleyden, Mechelen
- Koninklijk Museum voor Schone Kunsten, Antwerpen
- Rubenshuis, Antwerpen
- Rijksmuseum, Amsterdam
- Victoria and Albert Museum, Londen
- Ashmolean Museum, Oxford